# Lotnisko Jan Mayen
Port lotniczy Jan Mayen (norw. Jan Mayensfield, ang. Jan Mayensfield, kod ICAO: ENJA) – port lotniczy zlokalizowany na wyspie Jan Mayen (terytorium Norwegii).